# Жарт (печера)
Жарт (рос. Шутка) — печера на Алтаї, Республіка Алтай, Росія.  Загальна протяжність — 750 м. Глибина печери — 168 м, амплітуда висот — 168 м; загальна площа — N/A м²; об'єм — N/A м³.  Печера відноситься до Східноалтайської області Алтайської провінції Алтай-Саянської спелеологічної країни. Кадастровий номер 5142/8716-2.